# 寧布古
寧布古（法語：Nimbougou），是馬里的城鎮，位於該國西南部，由錫卡索區的卡迪奧羅省負責管轄，面積238平方公里，海拔高度421米，2009年人口9,992，人口密度每平方公里42人。